# گاوکران
گاوکران روستایی از توابع بخش قلقل‌رود شهرستان تویسرکان در استان همدان ایران است.

## مردم
مردم این روستا لر هستند و به زبان لری سخن می گویند.

## جمعیت
این روستا در دهستان میان رود قرار دارد و براساس سرشماری مرکز آمار ایران در سال ۱۳۹۵، جمعیت آن ۱۳۴ نفر (۴۴ خانوار) بوده‌است.